# طائر الجنة الصغير
طائر الجنة الصغير (الاسم العلمي Paradisaea minor)، طائر من طائر الفردوس وفصيلة الفردوسيات. طوله نحو 32 سم. أعطانه الغابات الشمالية في غينيا الجديدة، والجزر القريبة من جزيرة ميسول وجزيرة يابن.

## وصلات خارجية
- BirdLife Species Factsheet
- Lesser bird-of-paradise at WWF